# یوشیتوشی توکوگاوا
یوشیتوشی توکوگاوا (انگلیسی: 徳川 好敏 Yoshitoshi Tokugawa; ۲۴ ژوئیهٔ ۱۸۸۴ – ۱۷ آوریل ۱۹۶۳) سپهبد در نیروی زمینی امپراتوری ژاپن و یک خلبان در هوانوردی نظامی اهل ژاپن بود.
وی همچنین برندهٔ جوایزی همچون نشان خورشید فروزان شده است.